# Hiroshi Tada
Hiroshi Tada (多田 宏, ただ ひろし (Tada Hiroshi?); Tokyo, 14 dicembre 1929) è un artista marziale giapponese.
Shihan di aikidō (合氣道), detiene il grado di 9º dan dell'Aikikai, è direttore didattico dell'Aikikai d'Italia.
Discendente di una famiglia di samurai dell'isola di Tsushima, da lì trasferitasi durante la tormentata conclusione del periodo Edo, Hiroshi Tada è nato nell'ospedale dell'Università Imperiale di Tokyo, ubicato nel quartiere di Hongō dove vivevano i genitori. All'età di tre anni, si trasferì con la famiglia da Hongō a Jiyūgaoka (Meguro, Tokyo). Inizialmente praticò il Kyūdō (tiro con l’arco) in un dōjō ricavato nella casa di famiglia, lo istruiva il padre secondo lo stile Heki-Ryū Chikurin-ha Ban-pa tramandato dagli antenati. Durante gli studi all'Università di Waseda, a Tokyo, fu membro del club universitario di karate, diretto da Gichin Funakoshi: Shigeru Egami era suo sempai. Nel marzo 1950, iniziò ad apprendere l’aikidō allo Hombu Dōjō (Dōjō centrale) dell’Aikikai dal fondatore di questa pratica, il maestro Morihei Ueshiba. Nello stesso anno, introdotto da un allievo dello Hombu Dōjō, divenne membro del Tempukai: l'associazione fondata dall'influente intellettuale e artista marziale Nakamura Tempu per diffondere il suo "Metodo di unificazione del corpo e della mente" (心身統一法, Shinshin tōitsu-hō) sviluppato dalle discipline Yoga. Sempre in questo periodo, Hiroshi Tada iniziò a frequentare l'Ichikukai Dōjō (一九会道場), fondato nel 1921 da Ogura Tetsuju, un allievo del famoso samurai e calligrafo Yamaoka Tesshu, insieme ad un gruppo di studenti dell'Università di Tokyo per dedicarsi alla pratica shinto del Misogi-no-kokyu-ho (purificazione attraverso la respirazione) e la meditazione Zen.
Hiroshi Tada concluse gli studi alla Scuola di Legge dell'Università di Waseda nel 1952, successivamente continuò a dedicarsi all'aikidō. Nel 1961, avviò il Dōjō di aikido di Jiyūgaoka. Nel 1964 ottenne il 7° dan di aikidō e l’Hombu Dōjō lo inviò in Italia per diffondervi la disciplina. Stabilitosi a Roma, vi fondò il Dōjō Centrale nel 1967 e nel 1970 l’Accademia Nazionale Italiana di Aikido - Aikikai d'Italia, trasformata successivamente in Associazione di Cultura Tradizionale Giapponese - Aikikai d'Italia, Ente Morale. In Italia, Hiroshi Tada sviluppò un'intensa attività didattica e promozionale dell'aikidō, organizzando regolari seminari di livello internazionale a cui prendevano parte molti degli allievi di Morihei Ueshiba che, come lui, in quesgli anni si erano trasferiti temporaneamente o permanentemente in Europa. Il suo contributo alla diffusione della disciplina in Italia è stato fondamentale. Nel 1969, venne insignito del grado di 8° dan di Aikidō.
Hiroshi Tada è rientrato stabilmente in Giappone nel 1973 per riprendere l’insegnamento all’Hombu Dōjō. Stabilitosi a Musashino (Tokyo), nel 1976 vi ha fondato Gessoji Dōjō presso il tempio buddista Gessoji. Pur avendo ripreso residenza in Giappone, ha comunque continuato a guidare la direzione didattica dell'Aikikai d'Italia, a lungo supportato dai maestri Yoji Fujimoto e Hideki Hosokawa, e a tenere regolari seminari in Italia e in Europa più volte l'anno. Per coadiuvare le proprie pratiche di allenamento in aikido, ispirandosi agli insegnamenti di Nakamura Tempu, Hiroshi Tada ha sviluppato un metodo di esercizi respiratori e meditazione definito ki no renma  (気の錬磨, perfezionamento del ki). Nel 1994, gli è stato attribuito il grado di 9° dan di Aikido.
Nel 2018, dopo 55 anni di attività aikidoistica in Italia, il Presidente della Repubblica Italiana gli ha conferito il titolo di Cavaliere dell'Ordine della Stella d'Italia.
Nel 2024, in occasione del sessantenne dell'Aikikai d'Italia da lui fondata è uscita la traduzione italiana della sua autobiografia, Aikidō ni ikiru,  Vivere nell’aikido, per Casadei Libri, Padova.